# Trung ương Cục miền Nam
Trung ương Cục miền Nam là một bộ phận của Ban Chấp hành Trung ương Đảng Lao Động Việt Nam đặt dưới sự lãnh đạo của Ban Chấp hành Trung ương, thường xuyên do Bộ Chính trị thay mặt lãnh đạo trực tiếp lãnh đạo cách mạng Nam Bộ trong thời kỳ 1951-1954 và Việt Nam Cộng hòa thời kỳ 1961-1975, (từ 1964 địa bàn B2). Thời kháng Mỹ, Trung ương Cục chỉ đạo Đảng Nhân dân Cách mạng Việt Nam (sau xác định Đảng bộ miền Nam Đảng Lao động Việt Nam), trực tiếp địa bàn B2, trực tiếp chỉ đạo chính sách Mặt trận Dân tộc giải phóng miền Nam Việt Nam và Chính phủ Cách mạng lâm thời Cộng hòa miền Nam Việt Nam trên cơ sở chủ trương Trung ương Đảng, nhận chỉ thị của Trung ương Đảng, Bộ Chính trị, Ban Bí thư, thông qua Ban Thống nhất trung ương. Trung ương Cục miền Nam nằm ở tỉnh Tây Ninh. Hiện nay, những dấu tích còn lại tại nơi đây đã được thủ tướng chính phủ Việt Nam xếp hạng là di tích quốc gia đặc biệt.

## Thời kỳ 1951-1954
Khi Đảng Lao động Việt Nam được đưa ra hoạt động công khai từ Đại hội II (1951), thì Trung ương Cục miền Nam ra đời, thay cho Xứ ủy Nam Bộ có từ năm 1946. Bí thư Trung ương Cục là Lê Duẩn, vốn là Bí thư Xứ ủy Nam Bộ. Phó Bí thư là Lê Đức Thọ, sau là Phạm Hùng. Các ủy viên: Phạm Hùng, Ung Văn Khiêm, Hà Huy Giáp, Nguyễn Văn Kỉnh. Cơ quan ngôn luận chính thức là báo "Nhân dân miền Nam".
Đến tháng 9 năm 1954, Bộ Chính trị Ban Chấp hành Trung ương Đảng quyết định giải thể Trung ương Cục miền Nam và lập lại Xứ ủy Nam Bộ.

## Thời kỳ 1961-1975
Hội nghị lần thứ 6 Ban Chấp hành Trung ương Đảng Lao động Việt Nam khoá V, họp ngày 23 tháng 1 năm 1961 đã quyết định thành lập Trung ương Cục miền Nam thay cho Xứ ủy Nam Bộ, được thành lập từ tháng 10 năm 1954. Trung ương Cục miền Nam (trong bài này được viết tắt thành Trung ương Cục miền Nam) là một bộ phận của Trung ương Đảng Lao động Việt Nam tại chiến trường miền Nam Việt Nam, có nhiệm vụ "...căn cứ vào nghị quyết của Đại hội Đảng toàn quốc và các nghị quyết, chỉ thị của Trung ương và Bộ Chính trị về cách mạng miền Nam mà đề ra chủ trương, chính sách, phương châm, kế hoạch công tác và chỉ đạo cụ thể ở miền Nam". TƯCMN có các phiên hiệu là B2, R, Ông Cụ, dùng để bảo mật trong chiến trường. Địa bàn chỉ đạo lúc đầu là cả Việt Nam Cộng hòa, tức từ vĩ tuyến 17 trở vào.
Tháng 10 năm 1961 tại căn cứ Mã Đà, miền Đông Nam Bộ (vùng Trị An ngày nay), Trung ương Cục miền Nam họp phiên đầu tiên gồm có các ông: Nguyễn Văn Linh (Mười Cúc), Võ Toàn (Võ Chí Công, Năm Công), Phan Văn Đáng (Hai Văn), Trần Lương (Trần Nam Trung, Hai Hậu), Phạm Văn Xô (Hai Xô), Phạm Thái Bường (Ba Bường), Võ Văn Kiệt (Sáu Dân), Nguyễn Đôn, Trần Văn Quang (Bảy Tiến), Trương Chí Cương (Tư Thuận), Lê Quang Thành (Tư Thành).
Hội nghị bầu ra ban thường vụ gồm 6 người với chức vụ sau:
- Nguyễn Văn Linh - Bí thư Trung ương Cục miền Nam
- Võ Chí Công - Phó bí thư Trung ương Cục miền Nam
- Phan Văn Đáng - Phó bí thư Trung ương Cục miền Nam
- Lê Quang Thành - Ủy viên thường vụ
- Phạm Văn Xô - Ủy viên thường vụ
- Trần Lương - Ủy viên thường vụ

Nguyễn Đôn và Trương Chí Cương được cử làm Bí thư và Phó Bí thư Khu V. Đặc biệt hội nghị quyết định thành lập các T1, T2, T3, T4... thay cho các liên tỉnh ủy trước kia; quyết định chuyển căn cứ từ Mã Đà về bắc Tây Ninh. Lúc này Mặt trận Dân tộc Giải phóng miền Nam Việt Nam đã thành lập ngày 20 tháng 12 năm 1960 nhưng chưa có lãnh tụ, do đó hội nghị tập trung chỉ đạo việc giải thoát luật sư Nguyễn Hữu Thọ. Việc giải thoát thành công tại Phú Yên (đêm 30 tháng 10 năm 1961, tại mộ bà Du Ký vùng chân núi Chóp Chài, Tuy Hòa), vào cuối tháng 11 năm 1961, luật sư Nguyễn Hữu Thọ về đến bắc Tây Ninh.
Ngày 1 tháng 1 năm 1962, Trung ương Cục miền Nam ra tuyên bố thành lập Đảng Nhân dân Cách mạng Việt Nam, và công bố cương lĩnh hoạt động của mình.
Tháng 2 năm 1962 Đại hội lần thứ I Mặt trận Dân tộc giải phóng miền Nam Việt Nam được tổ chức và luật sư Nguyễn Hữu Thọ được bầu làm chủ tịch.
Năm 1963, Trần Văn Trà (Tư Chi) vào thay Trần Văn Quang ra Trung ương.
Cuối năm 1963, Lê Đức Anh (Sáu Nam) rời Hải Phòng vào Nam nhận nhiệm vụ Tham mưu trưởng Bộ Tư lệnh Miền.
Tháng 10 năm 1964, Nguyễn Chí Thanh được Trung ương cử vào làm Bí thư Trung ương Cục, kiêm Bí thư Quân ủy Miền. Ông truyền đạt nghị quyết Trung ương 9 khóa III, điều chỉnh lại công tác tổ chức chỉ đạo, từ đó Trung ương Cục miền Nam phụ trách trực tiếp từ Khu VI (gồm Lâm Đồng, Bình Thuận, Ninh Thuận) trở vào đến Cà Mau (tức địa bàn B2). Từ Ninh Thuận trở ra do Trung ương Đảng trực tiếp chỉ đạo. Phân công Võ Chí Công về khu V làm Bí thư Khu ủy, kiêm Chính ủy quân khu.
Đầu năm 1965, Trần Độ (Chín Vinh) và Lê Quang Thành (Tư Thành) được Trung ương cử vào bổ sung thêm cho Trung ương Cục.
Tháng 7 năm 1967, Nguyễn Chí Thanh đột ngột qua đời do bị đau tim. Tháng 10 năm 1967, Phạm Hùng, Ủy viên Bộ Chính trị, được Trung ương cử vào thay thế. Tiếp đến, Hoàng Văn Thái (Mười Khang), Ủy viên Trung ương Đảng, được Trung ương tăng cường vào làm Phó Bí thư Trung ương Cục miền Nam, kiêm Phó Bí thư Quân ủy Miền.
Đầu năm 1968, Lê Đức Thọ, Ủy viên Bộ Chính trị, được Trung ương bổ sung vào làm Phó Bí thư Trung ương Cục miền Nam, nhưng đến tháng 5 năm 1968 được chuyển sang công tác ngoại giao. Vào thời kỳ này Nguyễn Văn Linh kiêm thêm Bí thư Khu trọng điểm gồm Sài Gòn - Chợ Lớn - Gia Định và một số huyện của các tỉnh phụ cận.
Trung ương cục Miền Nam thời điểm năm 1969: Phạm Hùng (Bí thư), Hoàng Văn Thái, Nguyễn Văn Cúc, Trần Văn Trà, Trần Nam Trung, Trần Độ, Lê Trọng Tấn, Đồng Văn Cống, Lê Đức Anh, Nguyễn Hữu Xuyến, Nguyễn Thị Định, Lê Chấn (Lê Văn Tưởng), Đào Sơn Tây, Hai Giá.
Ngày 6 tháng 6 năm 1969, tại căn cứ Tà Nốt, Bắc Tây Ninh, Đại hội đại biểu quốc dân toàn miền Nam đã họp và bầu ra Chính phủ Cách mạng lâm thời Cộng hòa miền Nam Việt Nam, do kiến trúc sư Huỳnh Tấn Phát làm Chủ tịch. Hậu thuẫn cho Chính phủ Cách mạng lâm thời Cộng hòa miền Nam Việt Nam là: Mặt trận Dân tộc Giải phóng miền Nam Việt Nam, Liên minh các Lực lượng Dân tộc, Dân chủ và Hòa bình Việt Nam (Mặt trận 2), cùng các đoàn thể cách mạng do Trung ương Cục miền Nam lãnh đạo.
Ngày 2 tháng 9 năm 1969, Luật sư Nguyễn Hữu Thọ cùng đoàn Trung ương Cục miền Nam ra viếng Chủ tịch Hồ Chí Minh, sau đó Nguyễn Hữu Thọ ở lại miền Bắc cho đến sau ngày giải phóng miền Nam.
Tháng 3 năm 1973, Hoàng Văn Thái cùng đoàn do Phó Bí thư Trung ương Cục miền Nam Nguyễn Văn Linh dẫn đầu ra Bắc dự hội nghị, sau hội nghị Hoàng Văn Thái ở lại miền Bắc nhận nhiệm vụ mới.
Nghị quyết số 247-NQ/TW, ngày 29/9/1975 Hội nghị lần thứ hai mươi tư của Ban Chấp hành Trung ương Đảng Lao động Việt Nam quyết định giải thể Trung ương Cục miền Nam, giải thể các Khu uỷ ở cả hai miền, đồng thời, thành lập Ban đại diện Trung ương Đảng và Chính phủ ở miền Nam, một hình thức tổ chức làm việc để thực hiện sự chỉ đạo tại chỗ của Bộ Chính trị, Ban Bí thư và Chính phủ.
Quyền hạn Trung ương cục Miền Nam (1961), các điểm chính:
- Được ủy nhiệm chỉ đạo công tác Đảng ở miền Nam (từ 1964 thì Liên khu V về TƯ quản lý), dưới sự lãnh đạo của TƯ Đảng mà thường xuyên là Bộ Chính trị
- Căn cứ vào các nghị quyết, chỉ thị của Đại hội Đảng, TƯ và Bộ Chính trị đề ra các quyết sách cho cách mạng miền Nam, những vấn đề lớn phải xin ý kiến TƯ, những vấn đề cấp bách Trung ương Cục có thể ra quyết định để đối phó nhưng phải báo cáo TƯ
- Thi hành Điều lệ Đảng với các cấp ủy Đảng ở miền Nam, thành lập các Đảng đoàn ở các tổ chức quần chúng (bao gồm cả Mặt trận DTGPMNVN) để giúp cho sự chỉ đạo của Đảng với các tổ chức đó, quản lý và phân phối cán bộ Đảng ở miền Nam (theo quy định thì Bí thư và Phó bí thư do Bộ Chính trị thay mặt TƯ Đảng quyết định nhưng phân công công tác do TƯ Cục quyết định,...)

## Các bí thư
- Lê Duẩn (1951-1954)
- Nguyễn Văn Linh (1961-1964)
- Nguyễn Chí Thanh (1964-1967)
- Phạm Hùng (1967-1975)

## Các Ban, Ngành trọng yếu

### Văn phòng Trung ương Cục miền Nam
Xem chi tiết: Văn phòng Trung ương Cục miền Nam
Văn phòng Trung ương Cục miền Nam (VP.TƯCMN) là cơ quan bảo đảm mọi hoạt động của Trung ương Cục miền Nam. Ngay sau khi Trung ương Cục miền Nam ra đời, các cơ quan, ban ngành, đoàn thể... giúp việc cho Trung ương Cục miền Nam cũng được thành lập, trong đó có Văn phòng Trung ương Cục miền Nam. Đây là cơ quan tham mưu, tổng hợp, bảo vệ và phục vụ trực tiếp các hoạt động của Trung ương Cục miền Nam, đồng thời chịu sự chỉ đạo trưc tiếp của Thường vụ Trung ương Cục miền Nam.

### Ban Quân sự Trung ương Cục miền Nam
Ban Quân sự Trung ương Cục miền Nam được chuyển thể từ Ban Quân sự Xứ ủy Nam Bộ, là tiền thân của Bộ chỉ huy Quân giải phóng miền Nam, lấy ngày 15 tháng 2 năm 1961, ngày mà Bộ chính trị và Quân ủy Trung ương có chỉ thị về việc thống nhất các lực lượng võ trang giải phóng miền Nam, làm ngày truyền thống.
Bộ chỉ huy Ban Quân sự Trung ương Cục miền Nam gồm có:
1. Thiếu tướng Trần Lương - Trưởng ban Quân sự Trung ương Cục miền Nam
2. Phạm Thái Bường - Chính ủy Ban Quân sự Trung ương Cục miền Nam
3. Thiếu tướng Trần Văn Quang - Chỉ huy Trưởng Các lực lượng vũ trang giải phóng miền Nam
4. Nguyễn Hữu Xuyến - Chỉ huy Phó Các lực lượng vũ trang giải phóng miền Nam
5. Phạm Văn Xô - Phụ trách Hậu cần

Sau một thời gian ngắn Phạm Thái Bường chuyển sang nhiệm vụ khác, Trần Lương kiêm nhiệm Chính ủy Ban Quân sự Trung ương Cục miền Nam.
Đến tháng 10 năm 1963, Bộ Chính trị và Quân ủy Trung ương quyết định thành lập Bộ chỉ huy Quân giải phóng miền Nam và cấp ủy Đảng đồng cấp, sau này thường gọi là Quân ủy Miền và Bộ Tư lệnh Miền, nhân sự gồm:
1. Nguyễn Văn Linh, ủy viên Trung ương Đảng, Bí thư Trung ương Cục kiêm Bí thư Quân ủy Miền
2. Trung tướng Trần Văn Trà, Phó Tổng tham mưu trưởng Quân đội Nhân dân Việt Nam làm Tư lệnh Miền
3. Thiếu tướng Trần Độ sẽ vào làm Phó Chính ủy Miền

### Ban An ninh Trung ương Cục miền Nam
Ban An ninh Trung ương Cục miền Nam khi mới thành lập, Phan Văn Đáng làm Trưởng ban, Cao Đăng Chiếm làm Phó Ban, Huỳnh Việt Thắng làm uỷ viên. Từ năm 1968-1974 Phạm Thái Bường làm Trưởng ban, từ năm 1974 đến giải phóng Cao Đăng Chiếm làm Trưởng ban.

## Trung ương Cục miền Nam với kế hoạch "Tìm và Diệt" của đối phương
Trong bất cứ cuộc chiến tranh hoặc xung đột nào, cơ quan đầu não của hai bên đều là mục tiêu tấn công của nhau. Trung ương Cục miền Nam bao giờ cũng nằm trong kế hoạch hàng đầu của mọi kế hoạch mà người Mỹ đã áp dụng ở Việt Nam. Sau đây là một số cuộc tấn công điển hình vào căn cứ, có tác động trực tiếp đến cơ quan lãnh đạo Trung ương Cục miền Nam:

Trung ương Cục miền Nam (Central Office for South Vietnam)

- Ngày 3 tháng 2 năm 1963: 72 lượt chiếc máy bay Dakota đổ quân nhảy dù xuống vùng Trảng Ba Mặt (Tây Ninh), là vùng hậu cứ của văn phòng Trung ương Cục miền Nam, buộc C260, đơn vị bảo vệ văn phòng Trung ương Cục miền Nam, do Phạm Văn Khi (Tư Châu lớn) trực tiếp chỉ huy, đánh chặn. Cuộc tập kích không hoàn thành mục tiêu khi đơn vị bảo vệ kịch thời phản kích kéo dài thời gian để cho các cán bộ chủ chốt kịp thời lánh sang lãnh thổ Campuchia an toàn. Đây cũng là một trong những nguyên nhân làm tăng thêm mâu thuẫn giữa chính quyền Ngô Đình Diệm với hoàng thân Norodom Sihanouk, vốn đã căng thẳng sau vụ ám sát bất thành năm 1960.
- Ngày 6 tháng 1 năm 1966, (tức ngày 15 tháng 12 âm lịch): hàng loạt pháo đài bay B-52 đã tập kích thẳng vào khu căn cứ Núi Đất (Tây Ninh)[3][4], nơi bấy giờ đặt trụ sở Văn phòng Trung ương Cục miền Nam. Chỉ có một trung đoàn của Bộ tư lệnh Miền đóng ở đây (trung đoàn 205) bảo vệ cả căn cứ. Tuy bị thiệt hại đáng kể về nhân lực, nhưng một lần nữa, các cán bộ lãnh đạo chủ chốt vẫn được an toàn.
- Chỉ 1 tháng sau, khi nhận được tin tình báo cho biết các cơ quan Trung ương Cục miền Nam đã xây dựng căn cứ mới tại chiến khu Đ, quân Mỹ đã tiến hành Chiến dịch Rolling Stone tập kích, nhưng lại không đạt được mục tiêu như mong muốn.
- Ngày 22 tháng 2 năm 1967: Để giải quyết chiến trường trước khi mùa mưa năm 1967 bắt đầu, để thực hiện kế hoạch rút quân Mỹ và đồng minh về nước vào cuối năm 1967 như lời Đại tướng William Westmoreland đã hứa với Quốc hội Mỹ, Bộ chỉ huy Viện trợ Quân sự Mỹ tại Việt Nam đã quyết định mở cuộc hành quân "Tìm và Diệt" lớn nhất trong Chiến tranh Việt Nam mang tên Junction City, do Trung tướng Jonathan Simon, Tư lệnh lực lượng dã chiến số II, chỉ huy; với lực lượng hùng hậu khoảng 45.000 quân, gồm những đơn vị thiện chiến như: Sư đoàn bộ binh số 1 (Anh Cả Đỏ), sư đoàn bộ binh số 25 (Tia Chớp Nhiệt Đới), sư đoàn bộ binh số 4, sư đoàn bộ binh số 9, lữ đoàn bộ binh số 196, lữ đoàn dù 173, lữ đoàn thủy quân lục chiến Sài Gòn, 4 tiểu đoàn biệt kích và Make-Force cùng nhiều quân binh chủng yểm trợ khác. Phạm vi cuộc hành quân rộng chỉ 1.500 km², nằm giữa hai con sông Vàm Cỏ Đông ở về phía tây, sông Sài Gòn ở về phía đông, phía bắc là Campuchia, bấy giờ là nơi toàn bộ các cơ quan đầu não của Trung ương Cục miền Nam đang đứng chân ở đây. Một lần nữa, sức mạnh quân sự của Mỹ tỏ ra không đủ sức hoàn thành mục tiêu khi các đơn vị bảo vệ đã phản kích cầm chân cho cơ quan đầu não lánh sang đất Campuchia. Cuộc hành quân buộc phải chấm dứt sau 53 ngày đêm quyết đấu mà không thể đạt được mục tiêu vây bắt ban đầu đã được đặt ra.
- Đầu tháng 12 năm 1967: Cuộc càn Hòn-Đá-Vàng thọc sâu vào trung tâm và hậu cứ của các cơ quan đầu não Trung ương Cục miền Nam. Trung tâm cuộc hành quân hình thành nên 2 căn cứ vững chắc: Thiện Ngôn và Cà Tum, nó thường xuyên uy hiếp vùng hậu cứ của Trung ương Cục miền Nam mãi đến những năm về sau. Thế trận của cuộc càn ngay từ đầu đã bao vây văn phòng Trung ương Cục miền Nam. Lúc này văn phòng Trung ương Cục miền Nam nằm trong đội hình của Bộ chỉ huy Quân giải phóng miền Nam (Biệt hiệu: B21, hòm thư: 86.200 YK), đóng ở mạn đông bắc Cà Tum. Để thoát ra khỏi vòng vây của cuộc càn, văn phòng Trung ương Cục miền Nam phải luồn vượt qua các chốt chặn của lính Mỹ dưới áp lực gầm rú của tiếng xe tăng và ánh sáng đèn pha sáng rực trong đêm. Từ mạn đông bắc Cà Tum, văn phòng Trung ương Cục miền Nam đến vùng Suối Đôi, Suối Chiếc, vượt lộ 13 đoạn gần biên giới Campuchia, vượt sông Măng vào sâu trong vùng đất phía bắc chiến khu Đ, nam Tây Nguyên. Cuối cuộc càn văn phòng Trung ương Cục miền Nam về lại vùng bắc Cà Tum, chỗ ở vừa ổn định thì cuộc tổng tấn công toàn miền Nam năm 1968 xảy ra.
- Ngày 4 tháng 1 năm 1968: Đoàn tải gạo của cơ quan Ủy ban Trung ương Mặt trận Dân tộc Giải phóng miền Nam Việt Nam, trong đó có Huỳnh Lan Khanh, con gái của Kiến trúc sư Huỳnh Tấn Phát, vừa đến Trảng Dầu khu vực bờ đê (Bắc lộ 22, nam khu dân cư Chàng Riệt - Tây Ninh), thì chạm trán với toán biệt kích Mỹ từ Thiện Ngôn xuyên rừng ra. Huỳnh Lan Khanh bị bắt đưa lên máy bay ngay sau đó. Lực lượng bảo vệ căn cứ ứng cứu nhưng không kịp, một máy bay bị bắn rơi tại chỗ, Huỳnh Lan Khanh đã tông cửa máy bay khác rơi xuống Trảng Dầu. Năm hôm sau đồng đội tìm thấy chị và đưa về an táng với 2 đồng đội cùng hy sinh trong ngày hôm ấy (Nguyễn Chiến Thắng - Bến Tre, Lại Văn Giỏi - Quảng Ngãi) tại suối Chò, nơi mà giờ đây có khu di tích lịch sử của Ủy ban Trung ương Mặt trận Dân tộc Giải phóng miền Nam Việt Nam.
- Đầu tháng 11 năm 1968: Sư đoàn không vận số 1 Mỹ (Sư đoàn Kỵ Binh Bay) sau khi ứng cứu không thành công lực lượng lính thủy đánh bộ Mỹ tại Khe Sanh. Theo lệnh của đại tướng Creighton Abram (Thay đại tướng Westmoreland tháng 5 năm 1968) tháng 7 năm 1968 lính Mỹ tháo bỏ căn cứ Khe Sanh, đưa sư đoàn Kỵ Binh Bay về án ngữ ba tỉnh Phước Long-Bình Long-Tây Ninh, để thực hiện chiến lược "Quét và Giữ". Chiến trường Đông Nam Bộ càng nóng bỏng hơn bao giờ hết, máy bay Mỹ hàng ngày rà lết trên từng đọt cây, các tay xạ thủ súng máy dòm ngó như không chỗ nào bị bỏ sót, có nghi vấn là bóp cò không tiếc đạn. Trong đợt này C12 (Cơ yếu) bị tấn công làm nhiều người bị thương.
- Ngày 20 tháng 3 năm 1969: Sau nhiều ngày bắn phá và đổ quân thăm dò các khu vực vành đai căn cứ văn phòng Trung ương Cục miền Nam tại vùng "Rừng Le" nằm về hướng đông bắc Cà Tum, lực lượng biệt kích Mỹ do một đại tá tình báo chỉ huy đã đột nhập vào căn cứ trung tâm bằng trực thăng, điểm đổ bộ tại một Trảng trống nằm giữa Ban chỉ huy tiểu đoàn 1 bảo vệ (D1 - An ninh vũ trang) và trạm xá (C18), trung đội trinh sát của Sáu Nhiều-D1 kịp thời đánh trả, lực lượng bảo vệ C18 nổ súng khóa đuôi, làm cho toán biệt kích chạy loạn vào rừng và sau đó rút về căn cứ Cà Tum. Biết bị lộ, văn phòng Trung ương Cục miền Nam di chuyển về căn cứ dự bị tại "Rừng Buôn" nằm sát biên giới, trên thượng nguồn sông Sài Gòn (Vùng K9 - Binh trạm Nam Trường Sơn). Ít hôm sau, căn cứ chưa kịp rút hết, lực lượng pháo đài bay B-52 tập kích thẳng vào căn cứ, từ 1 giờ 15 phút sáng đến trưa hôm sau có gần 40 đợt ném bom (Mỗi đợt 3 chiếc). Căn cứ hư hại nhiều, trong đó nhà và hầm của Luật sư Nguyễn Hữu Thọ bị sập đổ.
- Ngày 1 tháng 5 năm 1970 cuộc hành quân hỗn hợp Việt-Mỹ tấn công vào vùng Móc Câu. Chính tổng thống Mỹ cùng với Kissinger, Bill Rogers, Med Laird (thay Mc Namara), Earle Wheeler, có sự phối hợp với Ellsworth Bunker và Creighto Abram ở Việt Nam, hình thành nên kế hoạch tấn công đầy bí mật đối với chính trường Mỹ và đối phương. Khi công luận Mỹ ầm lên vì cuộc tấn công Mỏ Vẹt vào ngày 29 tháng 4 năm 1970, chiều 30 tháng 4 năm 1970 tổng thống Mỹ Richard Nixon lên truyền hình tuyên bố "Tôi muốn tiêu diệt những nơi ẩn giấu ấy. Hãy xây dựng các kế hoạch và tiến lên. Nghiền nát chúng để chúng không bao giờ có thể dùng những nơi ấy để chống lại chúng ta nữa. Không bao giờ". Phần cuối bài diễn văn, tổng thống không quên hứa hẹn với người dân Mỹ rằng hòa bình đang nằm trong tầm tay chúng ta, và thông báo sẽ có cuộc hành quân Việt-Mỹ vào vùng Móc Câu. Mục tiêu của cuộc hành quân vào Móc Câu là vây bắt hoặc tiêu diệt Trung ương Cục miền Nam và Bộ Chỉ huy Quân giải phóng miền Nam đang đóng tại đây (cách Sài Gòn 80 km về hướng Bắc, nơi mà Campuchia giáp với Tây Ninh-Bình Long).

Người Mỹ đã hậu thuẫn cho Thống chế Lon Nol (Campuchia) đảo chính Quốc trưởng Norodom Sihanouk vào ngày 18 tháng 3 năm 1970, nhân chuyến đi thăm Moskva vào ngày 13 tháng 3 năm 1970 (thứ sáu) của Quốc trưởng. Cuộc đảo chính nhằm khóa đường tiếp tế từ cảng Sihanoukville và không cho cộng sản Việt Nam ẩn náu dọc biên giới như thời Norodom Sihanouk lãnh đạo đất nước. Tiền đề đó là gọng kiềm thứ nhất, gọng kiềm thứ hai là cuộc hành quân vây bắt mà Tổng thống Mỹ trực tiếp chỉ đạo. Lực lượng thám kích luôn được thả bằng trực thăng CH-53 vào khu căn cứ Trung ương Cục miền Nam, do kinh nghiệm, hai ngày sau cuộc đảo chính (20 tháng 3 năm 1970), văn phòng Trung ương Cục miền Nam và Bộ chỉ huy Quân giải phóng miền Nam rời khỏi căn cứ trên, có để lại lực lượng nghi binh và bảo vệ. Từ vùng biên giới đông bắc về vùng biên giới tây bắc thị xã Tây Ninh, văn phòng Trung ương Cục miền Nam đóng quân tạm trên vùng căn cứ cũ Chàng Riệt. Được vài hôm, đơn vị có kẻ đầu hàng ở Cà Tum, lại tiếp tục hành quân về vùng Tầm Phô-Tà Nốt (phía Bắc Bến Ra), đây là căn cứ của Ban An ninh Trung ương Cục miền Nam.
Sau khi dưỡng sức và chuẩn bị về hậu cần, đêm 7 tháng 4 năm 1970, đơn vị trên vượt Quốc lộ 7 Campuchia, đoạn Phum Đa (Khum Dar) giữa Karết (Phumi Krek) đi Mimốt (Memot). Lực lượng hùng hậu qua lộ 7 khi đơn vị đồn trú của Lon Nol tại đây còn bất động chưa biết ứng xử ra sao, chỉ đứng nhìn. Khoảng 10 ngày sau đó cả vùng đông bắc Campuchia được hoàn toàn giải phóng. Tổng thống Mỹ dù rất chu đáo trong kế hoạch hành quân và giữ bí mật cho đến phút cuối, vậy mà "Chộp hụt" cơ quan đầu não Cách mạng miền Nam và bị lỡ đà lao vào cuộc chiến tranh mở rộng ra toàn cõi Đông Dương.
Tại Đồi 181 (Phum Memay), sau nửa tháng dừng chân, văn phòng Trung ương Cục miền Nam tiếp tục vượt rừng Cao su đi về hướng Bắc, cuộc hành quân khởi hành lúc 6 giờ tối, đến 10 giờ đêm B52 tập kích, ngọn đồi bị san bằng. Bộ phận thông tin vô tuyến điện (C25, C31) do phải đi sau nên thiệt hại nặng nề. Tiếp tục là những trận oanh kích của B52 trên toàn tuyến lộ 7, sau đó bộ binh và xe tăng Mỹ hàn kín đoạn đường này, công cuộc truy bắt Trung ương Cục miền Nam và Bộ Chỉ huy Quân giải phóng miền Nam bắt đầu. 
- Ngày 18 tháng 1 năm 1971: Tổng thống Richard Nixon họp với Kissinger,Med Laird,Bill Rogers,Helms,Đại tá Alexander Haig trợ lý của Kissinger, cùng với Đô đốc Thomas H.Moorer (thay Earle Wheeler). Cuộc họp đi đến quyết định mở rộng các cuộc hành quân trên toàn cõi Đông dương, nhằm tiếp tục cắt đứt đường tiếp tế từ Bắc vào Nam qua ngã Lào, truy quyét Trung ương Cục miền Nam và tiếp tục làm thay đổi cục diện chiến tranh, biến học thuyết của Nixon thành hiện thực là thay màu da trên xác chết.

Năm 1971 trở thành năm quyết định cho chiến cuộc Đông Dương. Quân đội Việt Nam Cộng hòa mở 2 cuộc hành quân lớn, với cuộc hành quân (Toàn Thắng 1.71) vào Đông Bắc Campuchia, do Đỗ Cao Trí chỉ huy. Khi cánh quân đầu tiên vào đến nam Sa-lông (Chhlong), tỉnh Campong Cham, thì tướng Đỗ Cao Trí thiệt mạng do rơi máy bay, cuộc hành quân chùng lại, lập tức bị Quân giải phóng phản công mạnh mẽ, buộc tháo chạy về đến nam Đầm Be (Dambe), bị khóa đuôi và thiệt hại nặng tại đây, cuộc hành quân (Toàn Thắng 1.71) kết thúc.
Ngày 8 tháng 2 năm 1971 Quân lực Việt Nam Cộng hòa đã đưa quân sang Lào với sự yểm trợ hùng hậu của phi pháo Mỹ, mục tiêu chiếm giữ là đường số 9 và điểm trọng yếu là chiếm Sê-Pôn, một địa danh thơ mộng nằm trên bờ sông Mê Kông, nhằm cắt đứt Đường Trường Sơn. Sau những ngày đầu tiến quân ào ạt không gặp kháng cự, nhưng khi đoàn quân vừa đổ xuống Bản Đông, pháo cao xạ Quân đội Nhân dân Việt Nam bắt đầu đan lưới và làm chủ trên bầu trời, những ngày sau đó không còn đủ máy bay tiếp tế, tải thương, quân lính bắt đầu hoang mang hỗn loạn. Khi sự đói khát, thiếu thốn và lo sợ lên đến tột cùng, pháo binh Quân đội Nhân dân Việt Nam dội bão lửa lên các cứ điểm tạm thời bị chiếm đóng, rồi xe tăng lần theo vết xích cũ chiếm lại các trận địa, như ngày nào họ tập trận. Đại tá Thọ và bộ chỉ huy của Lữ đoàn dù số 3 buộc phải đầu hàng nhanh chóng trước các xe tăng trong tình huống như vậy.
Ngày 18 tháng 3 năm 1970, đúng 60 ngày sau khi chiến dịch Lam Sơn 719 bắt đầu, tướng Hoàng Xuân Lãm cùng với Bộ chỉ huy tiền phương của mình tháo chạy khỏi căn cứ Tà Cơn, nơi đặt Đại bản doanh chiến dịch, dưới tầm mưa pháo của đối phương.
Trung ương Cục miền Nam, sau bao thăng trầm trong cuộc chiến, cuối cùng vẫn bảo toàn được lực lượng, giữ vững vai trò lãnh đạo cách mạng miền Nam.

## Căn cứ cuối cùng
Hòa bình tạm thời lập lại trong thời gian ngắn, phía Cộng hòa miền Nam Việt Nam đã có nơi đóng chân khi Mỹ rút quân về nước hoàn toàn. Trung ương Cục miền Nam sau mười năm cơ động chỗ đóng liên tục giữa bom đạn, đã về nước ngày 4 tháng 2 năm 1973, Văn phòng vừa ổn định chỗ ăn ở cho các lãnh đạo Trung ương Cục miền Nam, hai bộ phận gồm C15 và C16 tiếp tục chuẩn bị căn cứ mới để di dời, kỳ này chỗ ăn ở mới thoáng mát hơn, do chính các lãnh đạo Trung ương Cục miền Nam chọn lựa.
- C15 (Khối Văn phòng), đứng chân trên phum cũ của đồng bào dân tộc thiểu số (Phumi Romduol), ở đây có nhiều cây ăn trái như xoài, me, khế, chuối. Khu vực xung quanh có nhiều Trảng trống, gió mát. Các loại cây rừng ăn trái gồm có dâu, trường, sấu, sổ, đặc biệt có nhiều trái cơm nguội (trái rùm đuôn).
- C16 (Khối nghiên cứu-thống kê tổng hợp), do phải kề cận Trung ương Cục miền Nam, nên khối này di chuyển theo, lúc đầu ở trên trục Lộ ủi, cách khu di tích hiện nay khoảng 1 km về hướng Nam. Ngày xây dựng căn cứ là ngày 8 tháng 3 năm 1973, tức hơn một tháng sau khi về đất Việt Nam. Đến năm 1974, do yêu cầu của chiến trường, công việc ngày càng hối hả hơn, các cuộc họp thường xuyên hơn, việc đi lại giữa C16 và C15 trở nên xa cách và cực nhọc hơn, nên Trung ương Cục miền Nam quyết định nhập C16 vào C15, từ đó khối Văn phòng bao gồm cả C15 và C16 và tập trung trên khu vực Romduol. Nơi này giờ đây là Khu di tích lịch sử Trung ương Cục miền Nam.

## Tiến về Sài Gòn năm 1975
Vào thời điểm giải phóng Sài Gòn, Trung ương Cục miền Nam di chuyển làm 3 hướng chính:
- Hướng chủ công: Ngày 9 tháng 4 năm 1975 tại Bộ chỉ huy Quân giải phóng miền Nam đóng về phía Tây thị trấn Lộc Ninh, có cuộc họp quan trọng gồm các cán bộ chủ chốt và Ban ngành của TƯCMN, Bộ tư lệnh Quân giải phóng miền Nam, Đoàn A75 (Bộ chỉ huy tiền phương của Bộ Tổng tư lệnh do Đại tướng Văn Tiến Dũng dẫn đầu), Đại diện Bộ chính trị Lê Đức Thọ đi thẳng từ Hà Nội vào dự hội nghị. Tại hội nghị này Lê Đức Thọ công bố quyết định thành lập Bộ chỉ huy chiến dịch giải phóng Sài Gòn-Gia Định gồm:
- Tư lệnh: Đại tướng Văn Tiến Dũng, các Phó Tư lệnh gồm Trần Văn Trà, Lê Đức Anh, Lê Trọng Tấn và Đinh Đức Thiện.
- Chính ủy: Phạm Hùng.
- Tham mưu trưởng: Lê Ngọc Hiền (Đoàn A75).
- Chủ nhiệm Hậu cần, kỹ thuật: Bùi Phùng.

Đến ngày 14 tháng 4 năm 1975 Bộ chỉ huy chiến dịch đổi tên thành: Bộ chỉ huy chiến dịch Hồ Chí Minh.
Ngày 22 tháng 4 năm 1975 Bộ chỉ huy chiến dịch được bổ sung thêm Lê Trọng Tấn làm phó Tư lệnh, Lê Quang Hòa làm Phó Chính ủy.
Để bảo đảm cho Phạm Hùng vừa thực hiện tốt đồng thời 2 nhiệm vụ: Bí thư Trung ương Cục miền Nam và Chính ủy chiến dịch giải phóng Sài Gòn-Gia Định (Sau là chiến dịch Hồ Chí Minh). Văn phòng Trung ương Cục miền Nam cử Nguyễn Hồng Châu (Tư Châu nhỏ) đưa một phần lực lượng bảo vệ của D1, cùng với ê kíp phục vụ trực tiếp theo sát Phạm Hùng trong suốt chiến dịch, về chuyên môn thì Bảy Nê (Trưởng phòng thông tin) đưa theo một xe thông tin công suất 150W cùng đội ngũ tay nghề giỏi để phục vụ thủ trưởng. Bộ phận cơ yếu phục vụ cho Phạm Hùng do Quân ủy Miền đảm nhiệm. Toàn bộ lực lượng bảo vệ và phục vụ Phạm Hùng trong Bộ chỉ huy chiến dich Hồ Chí Minh cùng tiến về Sài Gòn theo Bộ chỉ huy của chiến dịch vào chiều ngày 1 tháng 5 năm 1975. Điểm xuất phát là khu vực Ván Tám nằm ở phía Nam Cầu Xe, Tây nam [Chơn Thành], phía Bắc thị trấn Bến Cát (Bộ chỉ huy dời về đây hôm 26 tháng 4 năm 1975, nằm sau lưng Bộ chỉ huy Quân đoàn 3 do Thiếu tướng Vũ Lăng làm Tư lệnh), hướng hành quân về Sài Gòn là vượt rừng Cau su Dầu Tiếng, đến Bến Củi qua Trảng Bàng theo Quốc lộ 22 tiến vào Trung tâm thành phố, điểm dừng chân đầu tiên tại Sài Gòn là trại David nơi có trụ sở Ban liên hợp Quân sự bốn bên.
- Bộ phận tiếp quản Thành phố Sài Gòn: Ngày 12 tháng 4 năm 1975, tại Xa Mát, Tân Biên, tỉnh Tây Ninh, Bộ phận tiếp quản Thành phố Sài Gòn gồm đông đảo cán bộ chiến sĩ của các Ban ngành Trung ương Cục miền Nam, các lực lượng của khu Sài gòn cùng phối hợp, nằm dưới sự chỉ huy thống nhất của Võ Văn Kiệt và Mai Chí Thọ, đã làm lễ xuất quân một cách trọng thể. Hướng hành quân cụ thể như sau: Từ Xa Mát (Tây Ninh) xuống Ba Thu (Svay Riêng, Campuchia), qua Đức Huệ, Đức Hòa, vượt Vườn Thơm, đến ngày 27 tháng 4 năm 1975, Bộ phận chỉ huy của đoàn dừng chân tại xã Tân Nhựt, huyện Bình Chánh, vùng ngoại ô Thành phố Sài Gòn. Sáng ngày 30 tháng 4 năm 1975, khi Tổng thống Dương Văn Minh tuyên bố ngừng bắn chờ Chính phủ Cách mạng lâm thời Cộng hòa miền Nam Việt Nam vào để bàn giao, Bộ phận này đã dùng xe GMC tiếp thu được, xuất phát từ vùng kinh A (Tân Nhựt), theo trục lộ số 10 tiến vào Thành phố, đến 13 giờ 30 phút cùng ngày, đoàn tiếp quản Thành phố Sài Gòn đặt Tổng hành dinh tại Trường Pétrus Ký (Lê Hồng Phong).

Chiều ngày 1 tháng 5 năm 1975, Bộ Chính trị Trung ương Đảng có sự thay đổi nhân sự, đưa Tướng Trần Văn Trà, vào làm Chủ tịch ủy Ban Quân quản Thành phố Sài Gòn, Tướng Trần Văn Trà từ Bộ chỉ huy Chiến dịch Hồ Chí Minh vào Thành phố nhận nhiệm vụ mới.
- Nguyễn Văn Linh về Thành phố: Bộ phận còn lại của Trung ương Cục miền Nam (Trừ Phạm Thái Bường mất năm 1973 do bị bệnh tại căn cứ), đóng tại căn cứ Romduol do Phó Bí thư Trung ương Cục miền Nam Nguyễn Văn Linh và Phan Văn Đáng chỉ huy, có nhiệm vụ chỉ đạo toàn chiến trường B2. Đặc biệt có phối hợp chặt chẽ với Bộ chỉ huy chiến dịch Hồ Chí Minh, trong việc phát động quần chúng nổi dậy tại Thành phố Sài Gòn.

Để bám sát phong trào nổi dậy của nhân dân Sài Gòn-Gia Định và giữ khoảng cách gần gũi với Bộ chỉ huy chiến dịch Hồ Chí Minh đang áp sát Thành phố, Trung ương Cục miền Nam cử các bộ phận chuyên môn, nghiệp vụ và bảo vệ do tiểu đoàn trưởng Phan Văn Khi (Tư Châu lớn) và Nguyễn Chính Dũng dẫn đầu đi tiếp nhận căn cứ của Thành ủy Khu Sài Gòn - Gia Định, tại Thanh An (Gần ngã ba Bông Giấy) thuộc Dầu Tiếng, Tỉnh Thủ Dầu Một. Công việc xây dựng, tu sửa lại căn cứ tại đây tiến triển tốt, chuẩn bị khá chu đáo để đón văn phòngTrung ương Cục miền Nam dời về.
Sau ngày 20 tháng 4 năm 1975, không khí chuẩn bị về Thanh An diễn ra khá náo nức. Tin vui chiến thắng tấp nập tràn về, các Quân đoàn chủ lực từ miền Bắc, miền Trung và Tây Nguyên vào chi viện cho mặt trận Sài Gòn đã đến các vị trí tập kết được chỉ định của mình, tư thế chiến thắng không còn chùn được nữa. Lúc này Trung ương Cục miền Nam ra lịnh chậm cuộc hành quân về Thanh An, chờ diễn biến mới của chiến dịch giải phóng Sài Gòn.
Ngày 30 tháng 4 năm 1975 đoàn tiếp quản Thành phố (Võ Văn Kiệt) vào đến Pétrus Ký. Trung ương Cục miền Nam yêu cầu cho một chuyến xe thông đường từ Sài Gòn về căn cứ Romduol. Trưa ngày 1 tháng 5 năm 1975, xe thông đường về đến căn cứ, lệnh hành quân được phát ra ngay chiều hôm đó.
Đoàn xe Trung ương Cục miền Nam rời căn cứ lúc 8 giờ sáng theo lộ ủi ra Quốc lộ 22, qua Tây Ninh về Thành phố Sài Gòn, vào Trại David tham dự cuộc hội ngộ của các Tư lệnh chiến trường sau 30 năm mong đợi, lúc đó là 14 giờ ngày 2 tháng 5 năm 1975.